# Overture to The Merry Wives of Windsor
Overture to The Merry Wives of Windsor ist ein US-amerikanischer Kurz-Musikfilm aus dem Jahr 1953.

## Handlung
Das MGM Symphony Orchestra unter der Leitung von Johnny Green spielt die Ouvertüre zu Die lustigen Weiber von Windsor von Otto Nicolai. Das Konzert findet in der Konzerthalle von MGM vor rotem Hintergrund statt. Die Musiker nehmen Platz, stimmen ihre Instrumente und beginnen mit dem Spiel. Am Ende verbeugt sich Dirigent Johnny Green vor dem Publikum.

## Produktion
Der Film wurde in Farbe und Cinemascope realisiert. Es existiert kein klassischer Vorspann. Stattdessen präsentiert ein Erzähler die am Film beteiligten Personen und stellt das Orchester und das Stück vor. Der Film wurde erstmals im Dezember 1953 in Hollywood gezeigt.

## Auszeichnungen
Overture to The Merry Wives of Windsor gewann 1954 den Oscar in der Kategorie Bester Kurzfilm (One-Reel).